# Attagenus hottentotus
Attagenus hottentotus là một loài bọ cánh cứng trong họ Dermestidae. Loài này được Guérin -Méneville miêu tả khoa học năm 1844.